# Список лютеранских церквей Санкт-Петербурга
Ниже представлен список евангелическо-лютеранских церквей в городе Санкт-Петербурге.

## Имеющие или имевшие отдельные здания
| Церковь                                   | Изображение | Дата постройки | Расположение                                                    | Этническая принадлежность       | Комментарий                                   |
| ----------------------------------------- | ----------- | -------------- | --------------------------------------------------------------- | ------------------------------- | --------------------------------------------- |
| Церковь Святых Петра и Павла (Петрикирхе) |             |                | Санкт-Петербург, Невский проспект, 22-24.                       | немецкий приход                 | действующий приход ЕЛЦ ЕР                     |
| Церковь Святой Марии, Финская церковь     |             |                | Санкт-Петербург, Большая Конюшенная улица, 6А.                  | русско-финский приход           | кафедральный собор ЕЛЦИ.                      |
| Церковь святой Анны, Анненкирхе           |             | 1779           | Санкт-Петербург, Кирочная улица, 8.                             | русскоязычный приход            | действующий приход ЕЛЦИ, ожидает реставрации. |
| Церковь святой Екатерины                  |             |                | Санкт-Петербург, Малая Конюшенная улица, 1.                     | шведский приход                 | действующий приход ЕЛКРАС.                    |
| Церковь святой Екатерины                  |             |                | Санкт-Петербург, Большой проспект Васильевского острова, 1.     | немецкий приход                 | действующий приход ЕЛКРАС.                    |
| Церковь святого Иоанна                    |             |                | Санкт-Петербург, улица Декабристов, 54.                         | эстонско-немецкий приход        | действующий приход ЕЛЦИ                       |
| Церковь святой Марии                      |             |                | Санкт-Петербург, угол Кронверкской и Сытнинской улиц            | немецко-русский приход          | Здание разрушено                              |
| Церковь святого Михаила                   |             |                | Санкт-Петербург, Средний проспект Васильевского острова, 18/32. | русскоязычный приход            | действующий приход ЕЛЦИ                       |
| Церковь святого Николая                   |             |                | Санкт-Петербург, улица Партизана Германа, 20, корп. 3           | немецкий приход                 | здание разрушено                              |
| Церковь Христа Спасителя                  |             |                | Санкт-Петербург, Загородный проспект, 62/1.                     | латышско-немецкий приход        | Приход закрыт в 1938 году. Здание разрушено.  |
| Церковь Преображения Господня             |             |                | Зеленогорск, проспект Ленина, 13-а                              |                                 | действующий приход ЕЛЦИ                       |
| Церковь святой Елизаветы                  |             | 1838           | Кронштадт, Ленинградская улица, 1                               | немецко-латышский приход        | Приход закрыт в 1926 году.                    |
| Кирха Святого Николая                     |             | 1868           | Кронштадт                                                       | эстонско-финско-шведский приход | Приход закрыт в 1926 году. Здание разрушено.  |
| Церковь Святой Марии                      |             | 1904           | Лахта                                                           | финский приход                  | Приход закрыт в 1937 году. Здание разрушено.  |
| Церковь Святого Иоанна в Мартышкино       |             |                | Ломоносов, Кирочная улица, 14                                   |                                 | действующий приход ЕЛЦИ                       |
| Церковь Марии Магдалины                   |             | 1885           | Павловск, Горная улица, 14а.                                    | финский приход                  | Приход закрыт в 1938 году.                    |
| Церковь Воскресения Христова              |             | 1865           | Пушкин, Набережная улица, 4.                                    | финский приход                  | действующий приход ЕЛЦИ                       |
| Церковь Святого Николая                   |             | 1904           | Сестрорецк                                                      | финский приход                  | Приход закрыт в 1932 году.                    |

## Филиальные церкви и молитвенные залы в зданиях различных учреждений
- Церковь святого Георгия (немецкий приход при Втором кадетском корпусе императора Петра Великого), Ждановская набережная, 11-13
- Церковь святого Иоанна, филиальная, район площади Победы
- Церковь святой Марии (немецкий приход при Градских богадельнях), Пальменбахская улица, 4
- Церковь святой Марии Магдалины, филиальная, Выборгское шоссе
- Церковь святого Михаила (в здании Кадетского корпуса), Кадетская линия. Упразднена в 1878 году. Приход вошёл в состав прихода церкви святого Михаила
- Церковь святого Николая, филиальная, Гражданский проспект
- Церковь Христа Спасителя (немецкий приход во дворце принца А. П. Ольденбургского), Дворцовая набережная, 1
- Церковь Христа Спасителя (немецкий приход при Евангелическом госпитале), Лиговский проезд, 4
- Церковь при доме призрения бедных императрицы Александры Фёдоровны (немецкий приход), Средний проспект Васильевского острова, 56
- Часовня святой Марии (Пальменбахская улица, 1)
- Часовня при больнице «всех скорбящих», пр. Стачек, 158
- Часовня при исправительном арестантском отделении, ул. Декабристов, 29